# Barranc de Perves
El barranc de Perves és un barranc, afluent del riu Bòssia. Neix dins de l'antic terme de Viu de Llevata, actualment del Pont de Suert, de l'Alta Ribagorça, i després discorre pel terme de Sarroca de Bellera, al Pallars Jussà.
El barranc es forma a tocar, al sud-est, del poble de Perves per la unió de dos barrancs: el de Cuba, que ve de ponent, dels contraforts llevantins del Tossal de Sant Romà, i el del Segalar, de trajecte més curt, que procedeix de les Escomerugues, a llevant del Coll de la Creu de Perves.
El seu curs davalla cap al nord-est, i aviat va a trobar el costat sud de la carretera N-260, de la qual discorre més o menys paral·lel fins que la travessa. Just en aquell moment, el barranc de Perves gira cap al sud-est. Al cap d'un tros curt travessa la carretera local de Xerallo i les Esglésies i s'ajunta amb el riu de les Esglésies, per tal de formar el riu Bòssia.